# Empoasca stylata
Empoasca stylata är en insektsart som beskrevs av Wheeler 1940. Empoasca stylata ingår i släktet Empoasca och familjen dvärgstritar.
Artens utbredningsområde är Kalifornien. Inga underarter finns listade i Catalogue of Life.